# Floda socken, Södermanland
Floda socken i Södermanland ingick i Oppunda härad, ingår sedan 1971 i Katrineholms kommun och motsvarar från 2016 Floda distrikt.
Socknens areal är 262,65 kvadratkilometer, varav 249,73 land. År 2000 fanns här 2 030 invånare. Godsen Abbotsnäs, Fjällskäfte, Ökna och Fors säteri  ligger i socknen, likaså tätorten Bie, orten Strängstorp samt kyrkbyn Flodafors med sockenkyrkan Floda kyrka

## Administrativ historik
Floda socken har medeltida ursprung.  
Vid kommunreformen 1862 övergick socknens ansvar för de kyrkliga frågorna till Floda församling och för de borgerliga frågorna till Floda landskommun. Landskommunen uppgick 1971 i Katrineholms kommun. Församlingen uppgick 2010 i Katrineholmsbygdens församling.
1 januari 2016 inrättades distriktet Floda, med samma omfattning som församlingen hade 1999/2000.  
Socknen har tillhört län, fögderier, tingslag och domsagor enligt vad som beskrivs i artikeln Oppunda härad.  De indelta soldaterna tillhörde Södermanlands regemente, Vingåkers och Oppundas kompanier.

## Geografi
Floda socken ligger norr och nordost om Katrineholm. Socknen är en skogsbygd med en sjörik odlingsbygd i sydost.

## Fornlämningar
Boplatser och lösfynd från stenåldern är funna. Från bronsåldern finns spridda gravrösen. Från järnåldern finns flera gravfält.

## Namnet
Namnet (1200-talets slut Flothom) innehåller flodh, 'vattenflöde, översvämning'.

## Gods och gårdar (urval)

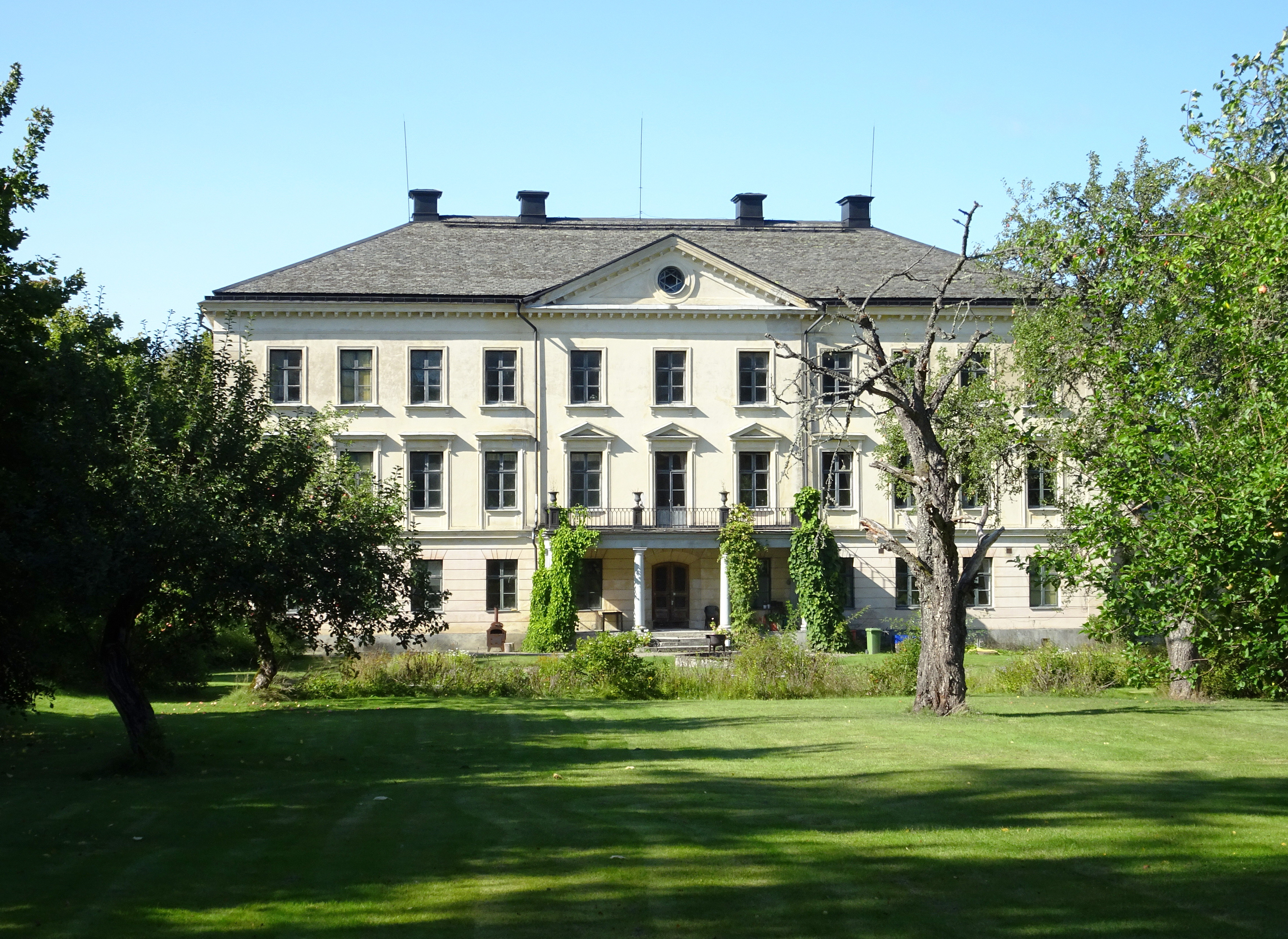
Ökna herrgård, huvudbyggnad från 1840-talet.
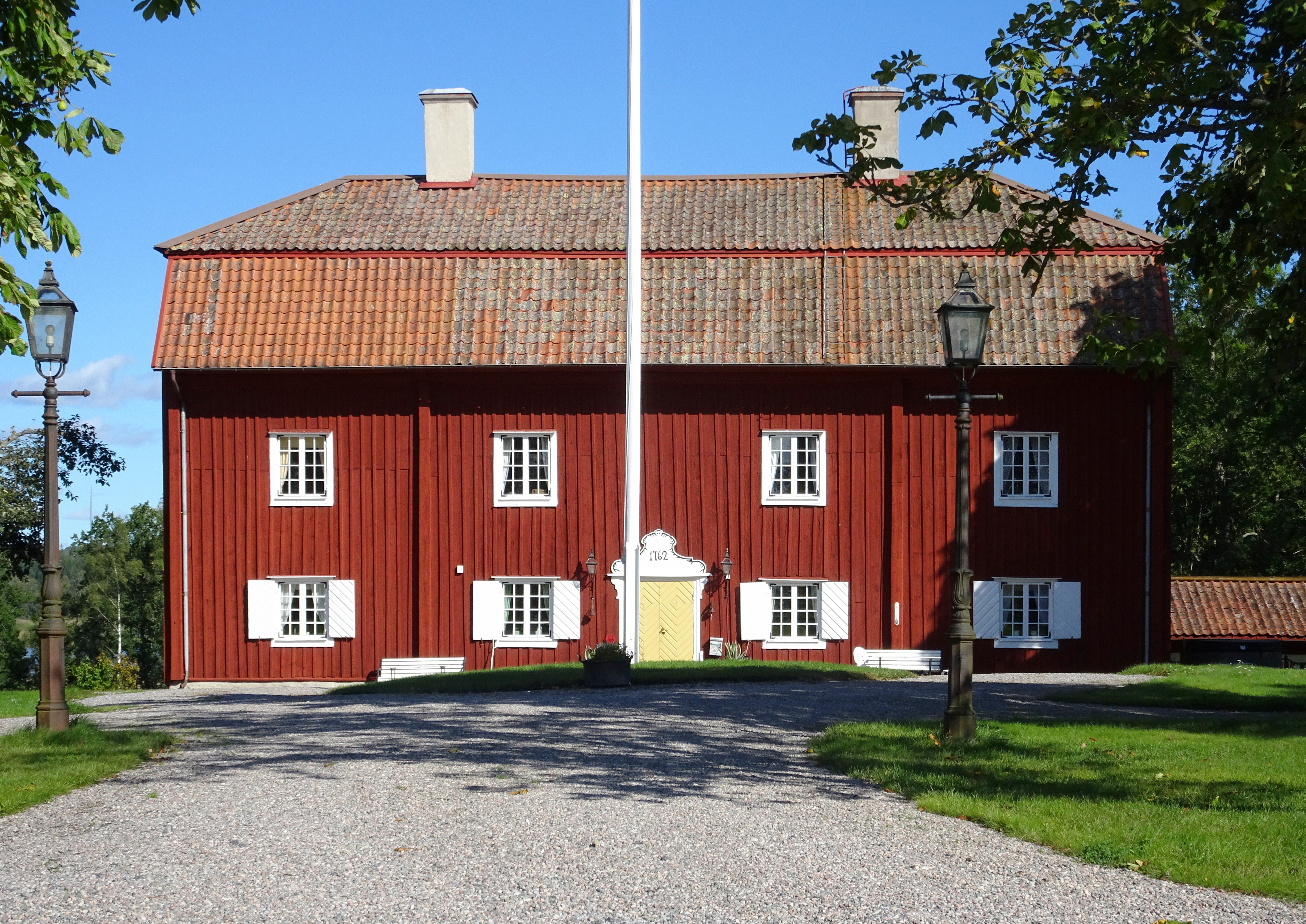
Fors säteri, huvudbyggnad från 1762.
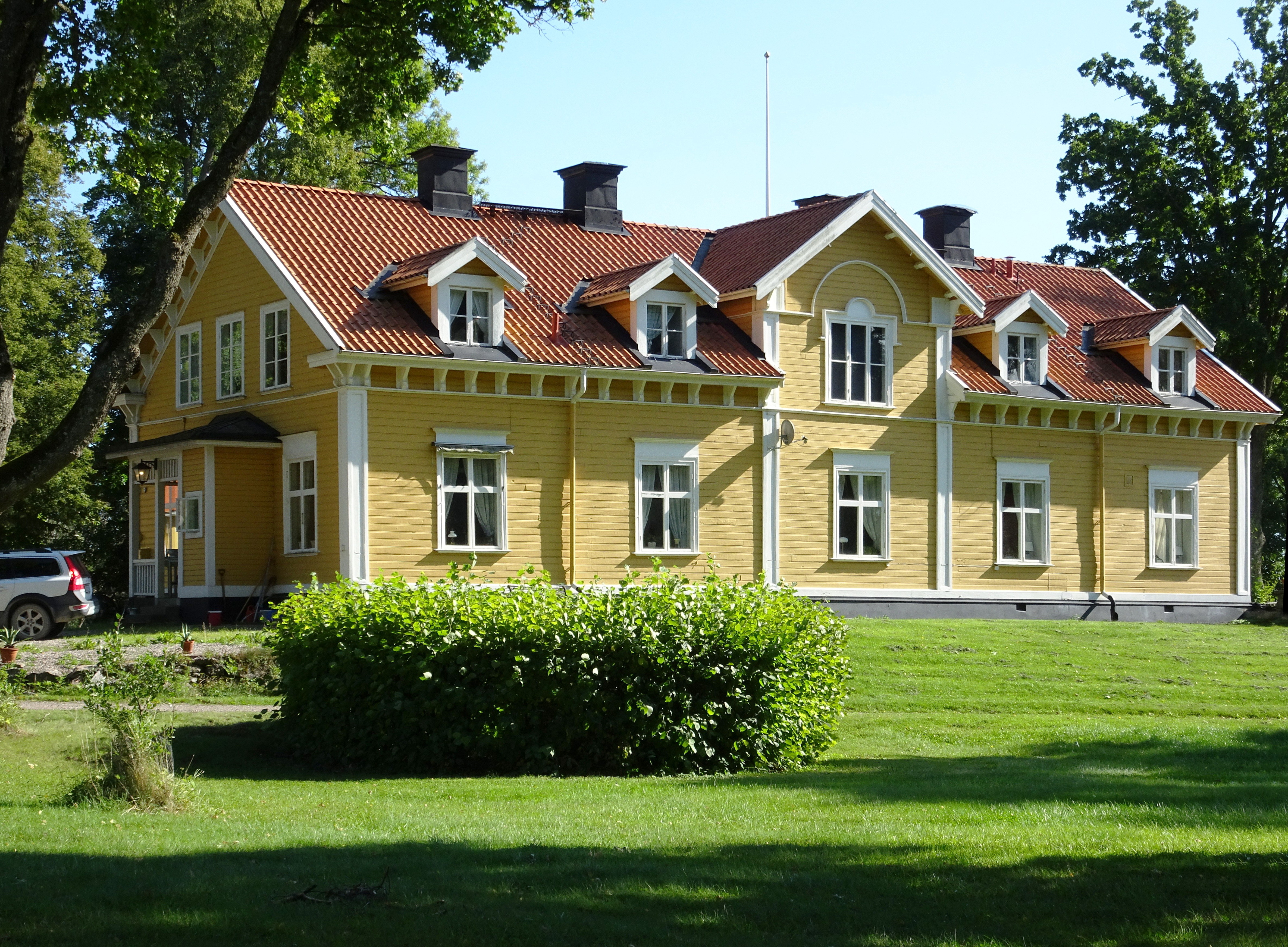
Abbotnäs, huvudbyggnad från 1800-talets slut.
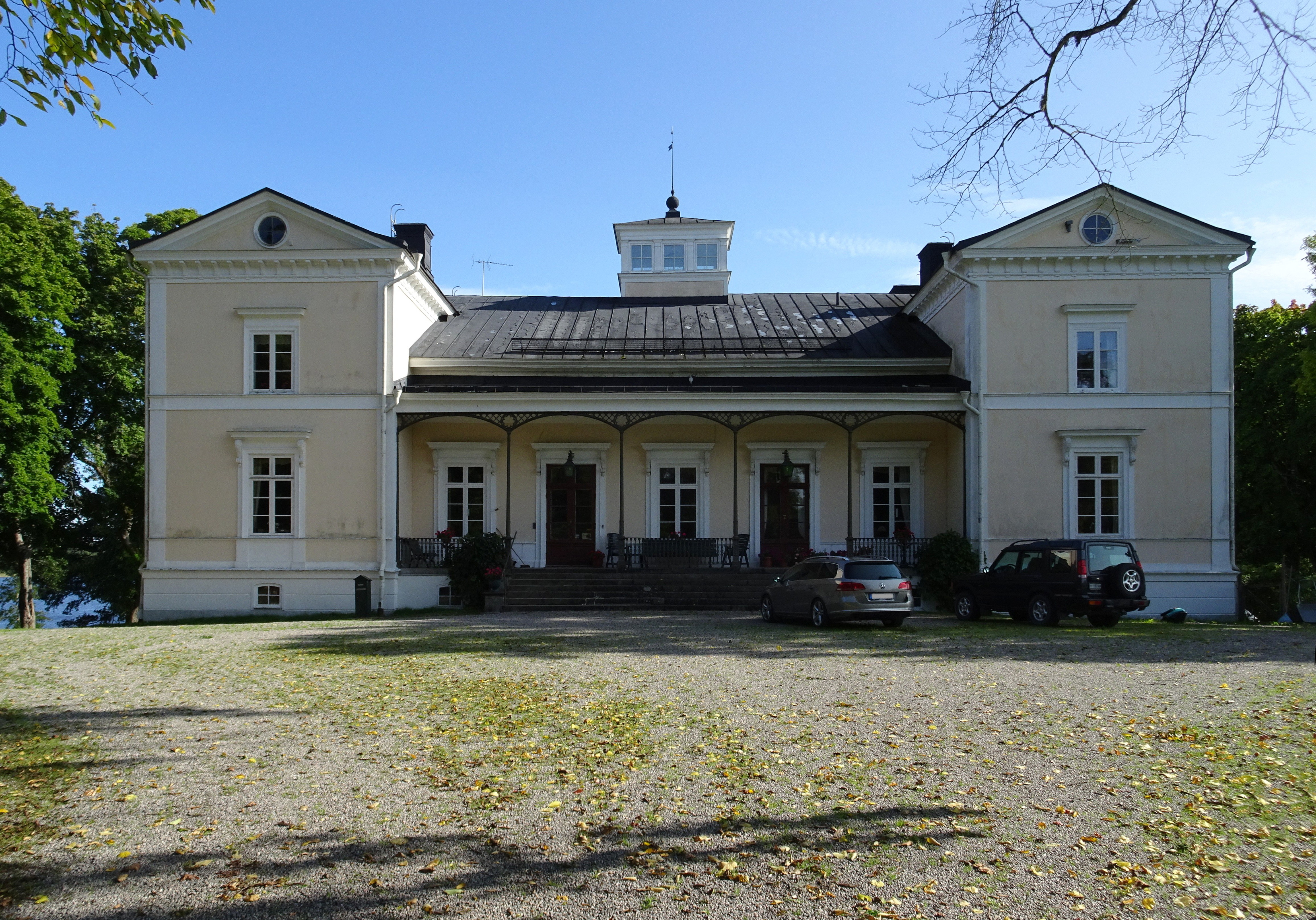
Fjällskäfte, huvudbyggnad från 1868.